# 토요타 스포츠 800

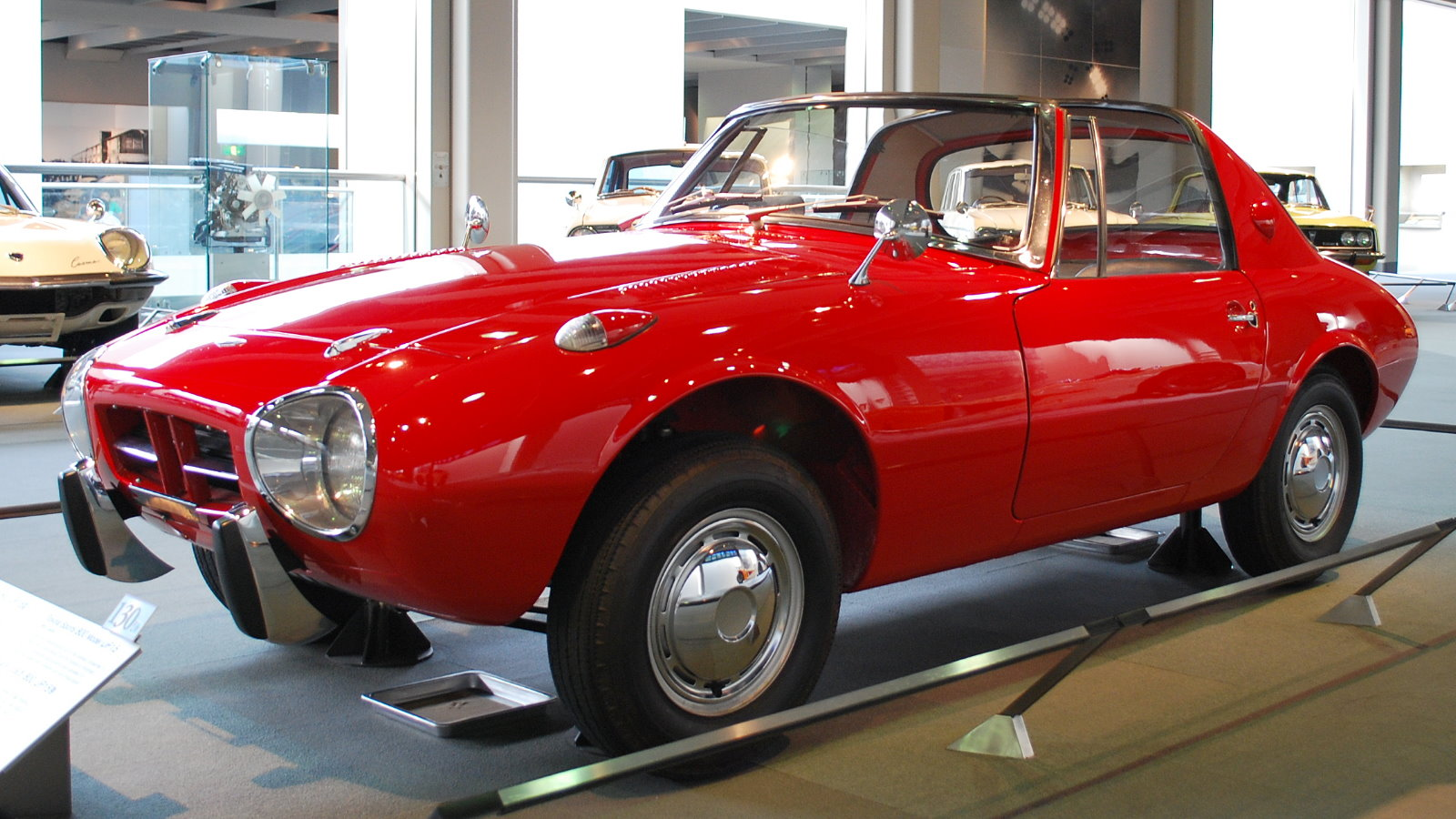
토요타 스포츠 800 정측면

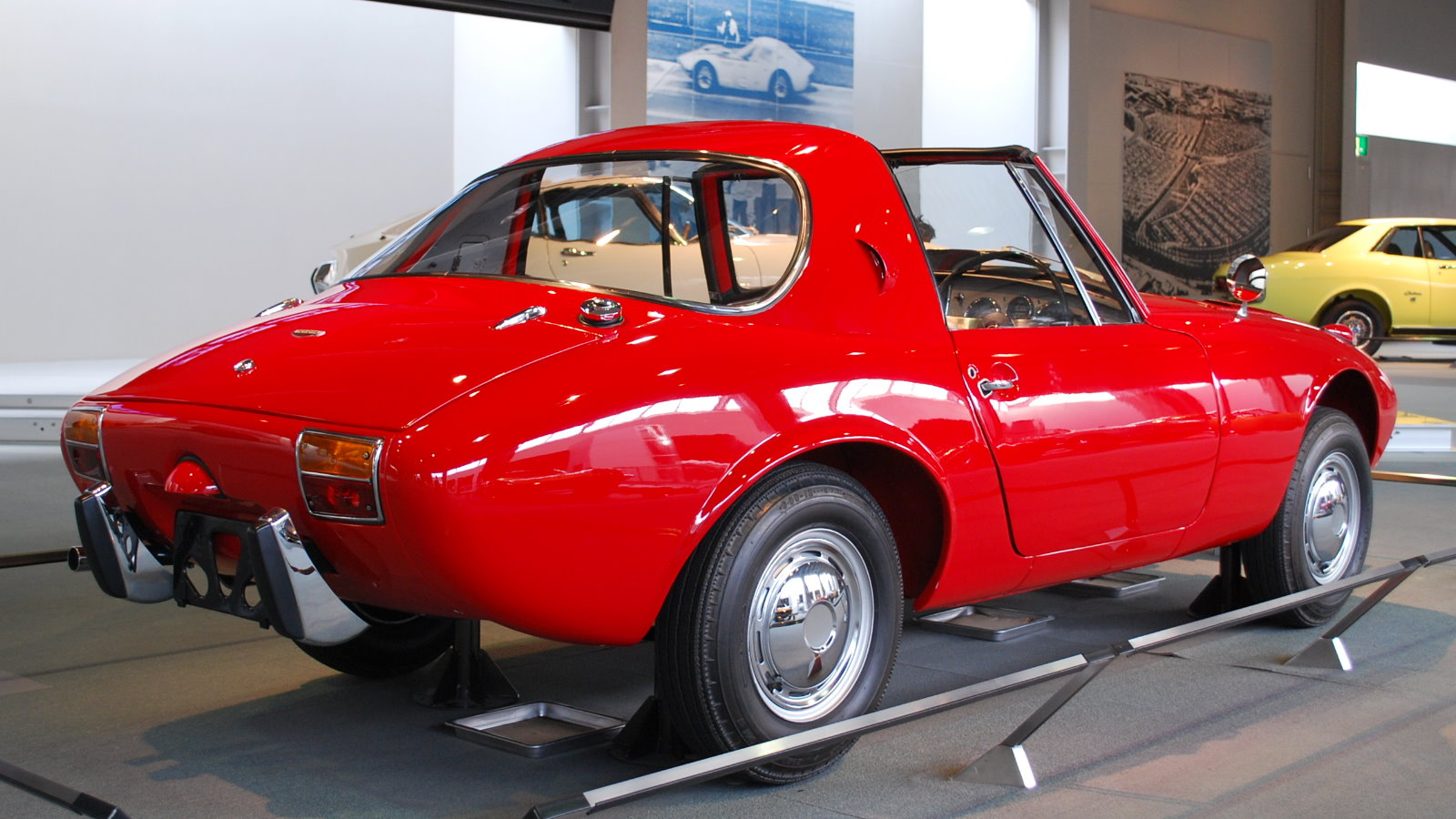
토요타 스포츠 800 후측면

토요타 스포츠 800(Toyota Sports 800)은 토요타 자동차 최초의 스포츠카이다.
퍼블리카 2도어 세단을 기반으로 만들었으며, 형식명은 UP15이다. 이 이름으로도 많이 불리지만, 토요타와 8을 줄여서 조합한 "요타하치"(ヨタハチ)라는 별명으로 훨씬 유명하다. 1962년 10월에 도쿄 모터쇼에서 퍼블리카 스포츠라는 컨셉트 카로 공개되었다. 이를 기반으로 하되 지붕에 약간의 변화를 주고, 엔진 출력을 높인 양산형은 1965년 3월에 출시되었다. 퍼블리카의 수평대향 공랭식 2기통 엔진을 개량해서 장착했다.
당시 일본 자동차 업계를 대표할 만한 경량 스포츠카라는 점과 클래식한 디자인 덕분에 지금도 꽤 많은 매니아를 두고 있는 차종이다. 그러나 일본 내수용으로만 팔렸고 해외 수출은 거의 없었으며, 당시 일본의 경제 상황도 효용성이 낮은 2인승 스포츠카를 누구나 쉽게 구입할 정도까지 좋은 상태가 아니었기에 판매량은 신통치 않았다. 결국 판매 부진으로 1969년 4월에 후속 없이 단종됐으며, 출시 이래 4년 1개월 동안 총 3,131대가 생산 및 판매되었다.